# Florencio Salazar Adame
Florencio Salazar Adame (* 5. April 1948 in Chilpancingo, Guerrero) ist ein mexikanischer Botschafter.

## Leben
Florencio Salazar hatte eine tragende Rolle in der Partido Revolucionario Institucional im Municipio Chilpancingo de los Bravos, wo er in zwei Amtszeiten im Rat des Municipios saß und eine Amtszeit Landrat war. Bei Wahl zur 55. Legislaturperiode des mexikanischen Parlamentes war er ein Nachrückkandidat der PRI für den Ersten Wahlbezirk von Guerrero. 1999 wurde er Secretario General de Gobierno im Kabinett des Gouverneurs von René Juárez Cisneros.
Am 15. März 2000 wechselte Florencio Salazar Adame von der Partido Revolucionario Institucional zur Partido Acción Nacional (Mexiko) und wurde von Vicente Fox zum Bundeskoordinator für seine Anhänger im Präsidentschaftswahlkampf ernannt.
Fox ernannte Salazar bei seinem Amtsantritt 2000 zum Koordinator des Planes-Puebla-Panama.
Den Plan-Puebla-Panama (PPP) stellte Fox bei einer Rundreise durch die betroffenen Staaten am 12. September 2000 vor. Der Plan-Puebla-Panama ist das ergänzende Infrastrukturprojekt zu den Plänen der neoliberalen Wirtschaftsintegration von Mesoamerika. Die spärlichen Informationen über den PPP wurden kontrovers diskutiert, bis die Bezeichnung in Proyecto Mesoamérica geändert wurde und Fox, Salazar 2003 als Minister der Secretaría de la Reforma Agraria in sein Kabinett berief.
Ab 21. April 2006 beteiligte sich Florencio Salazar Adame am Wahlkampf von Felipe Calderón. Von 21. April 2006 bis 27. Januar 2008 war er Staatssekretär für Bevölkerung, Migration und religiöse Angelegenheiten in der Secretaría de Gobernación. Vom 27. Mai 2008 bis zum 2. Juni 2013 war er mexikanischer Botschafter in Kolumbien.